# Elizabeth Patterson

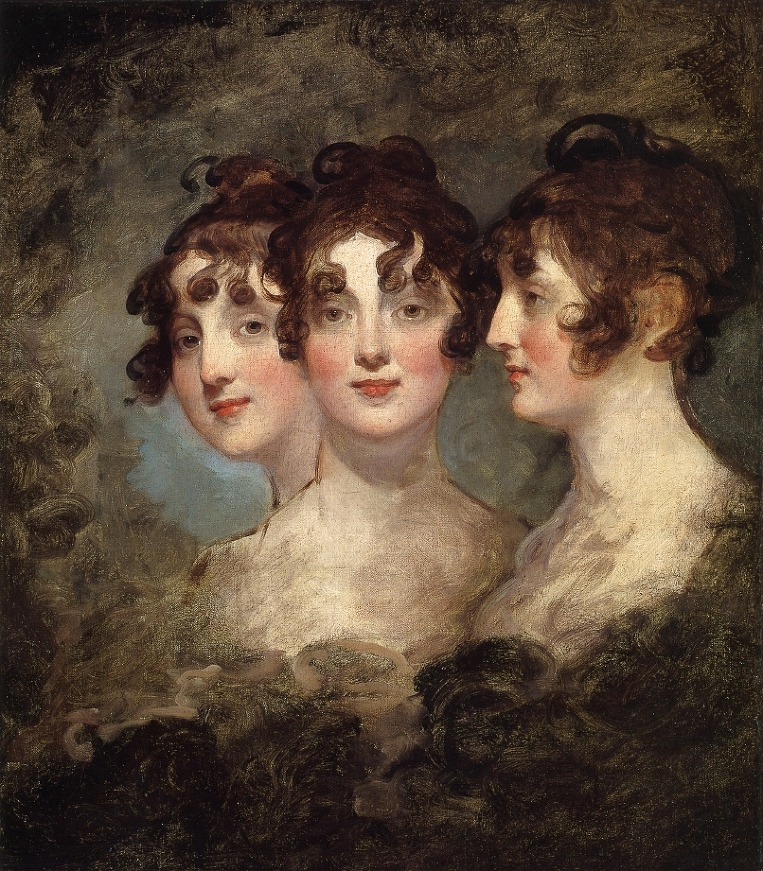
Elizabeth Bonaparte (dreifach) von Gilbert Stuart (1804)

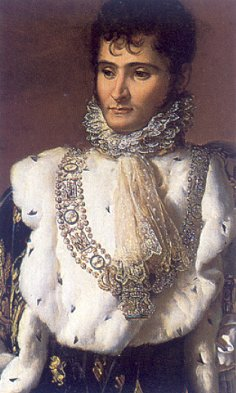
Jérôme Bonaparte als König des Königreichs Westphalen (1811)

Elizabeth „Betsy“ Patterson (* 6. Februar 1785 in Baltimore; † 4. April 1879 ebenda) war die erste Ehefrau von Jérôme Bonaparte (1784–1860), Napoléons jüngstem Bruder.

## Leben
Patterson war die Tochter des irischen Auswanderers William Patterson, der sich am Amerikanischen Unabhängigkeitskrieg beteiligt hatte und als Kaufmann in Baltimore zum zweitreichsten Mann Marylands – nach Charles Carroll of Carrollton – aufgestiegen war.
Während seines Aufenthalts in den USA lernte Jérôme Bonaparte in Baltimore Elizabeth kennen und lieben. Nach nur zwei Monaten, am 24. Dezember 1803, wurde das Paar in der Kathedrale von Baltimore vom dortigen Erzbischof John Carroll getraut. Napoléon als Oberhaupt des Hauses Bonaparte erkannte die Ehe allerdings nie an. Als Jérôme 1805 nach Frankreich zurückkehrte, wurde seiner schwangeren Ehefrau Elizabeth die Einreise nach Frankreich verweigert. Sie brachte ihren Sohn Jérôme Napoléon in London zur Welt. Napoléon annullierte die Ehe und vermählte seinen Bruder 1807 mit der württembergischen Prinzessin Katharina, um die Bande zwischen Württemberg und Frankreich zu stärken. 
Elizabeth kehrte gemeinsam mit ihrem Sohn Jérôme Napoléon zurück nach Baltimore. Ihr wurde eine hohe jährliche Entschädigung ausgezahlt. 
Elizabeths Schwägerin Mary Caroll heiratete später einen Bruder von Arthur Wellesley, dem britischen Militärführer, der 1815 in der Schlacht bei Waterloo Napoléon besiegte. 
Am 4. April 1879 verstarb Elizabeth in Baltimore im Alter von 94 Jahren. 
Elizabeths Sohn Jérôme Napoléon begründete die amerikanische Linie der Familie Bonaparte.